# تکمه‌شنیان
تُکمه‌شِنیان (نام علمی: Neuradaceae) نام یک تیره از راسته گل‌سرخ‌سانان است.